# Kamiennik (gmina)
Kamiennik – gmina wiejska w województwie opolskim, w powiecie nyskim na Wysoczyźnie Nyskiej. W latach 1975–1998 gmina położona była w województwie opolskim.
Siedziba gminy to Kamiennik.
Według danych z 30 czerwca 2004 gminę zamieszkiwały 3763 osoby.

## Struktura powierzchni
Według danych z roku 2002 gmina Kamiennik ma obszar 89,23 km², w tym:
- użytki rolne: 76%
- użytki leśne: 16%

Gmina stanowi 7,29% powierzchni powiatu.

## Demografia

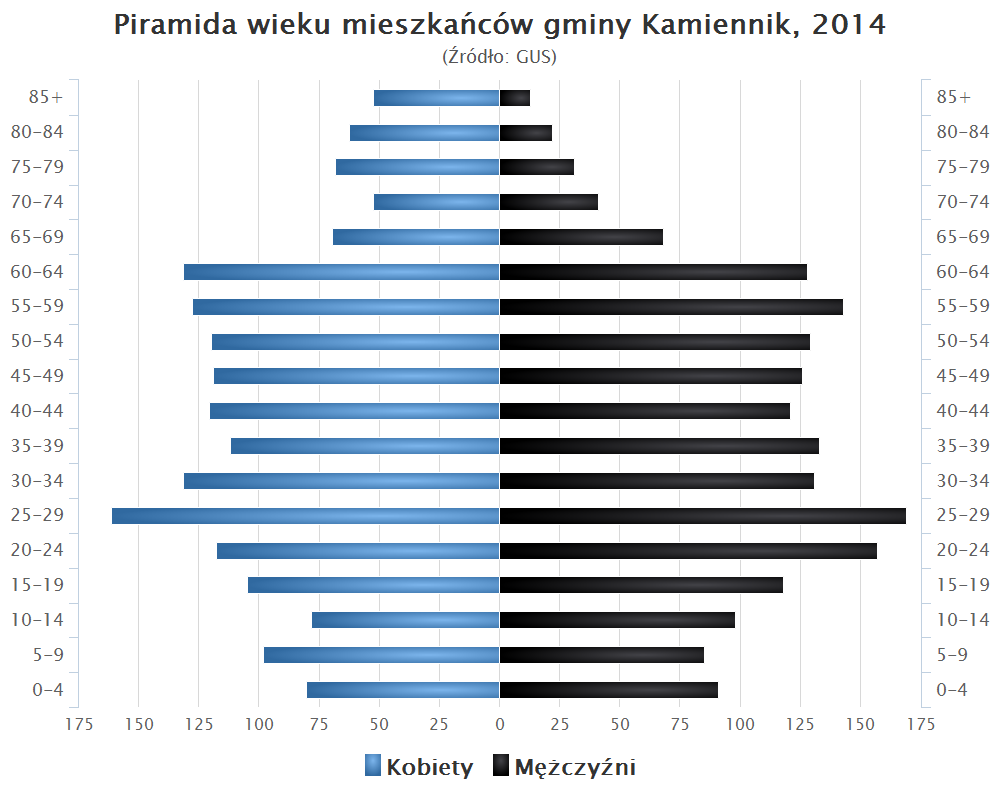
Piramida wieku mieszkańców gminy Kamiennik w 2014 roku

Dane z 30 czerwca 2004:
| Opis                              | Ogółem | Ogółem | Kobiety | Kobiety | Mężczyźni | Mężczyźni |
| --------------------------------- | ------ | ------ | ------- | ------- | --------- | --------- |
| jednostka                         | osób   | %      | osób    | %       | osób      | %         |
| populacja                         | 3763   | 100    | 1892    | 50,3    | 1871      | 49,7      |
| gęstość zaludnienia (mieszk./km²) | 42,2   | 42,2   | 21,2    | 21,2    | 21        | 21        |

## Sąsiednie gminy
Grodków, Otmuchów, Pakosławice, Przeworno, Ziębice